# Sirangkang
Sirangkang is een bestuurslaag in het regentschap Pemalang van de provincie Midden-Java, Indonesië. Sirangkang telt 3077 inwoners (volkstelling 2010).